# Kitasato

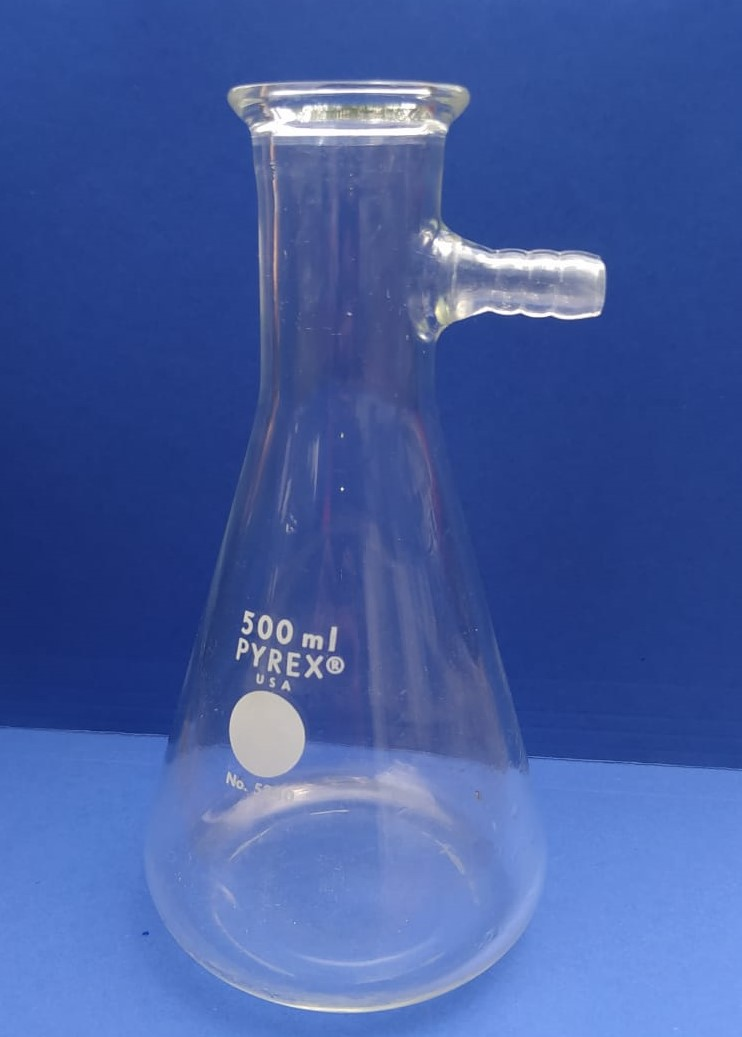
Matraz Kitasato

Un matraz kitasato o simplemente kitasato es un matraz comprendido dentro del material de vidrio de un laboratorio. Podría definirse como un matraz de Erlenmeyer con un tubo de desprendimiento o tubuladura lateral llamado vástago lateral con un material más grueso para permitir conexiones con mangueras o tubos flexibles. Sirve para realizar experimentos con agua, como destilación, recolección de gases hidroneumática (desplazamiento de volúmenes), filtraciones al vacío, etc.[cita requerida]
El nombre «kitasato» proviene del médico japonés Kitasato Shibasaburō, mientras que el nombre «Büchner» proviene del químico industrial alemán Ernst Büchner.

## Técnica en la que se emplea

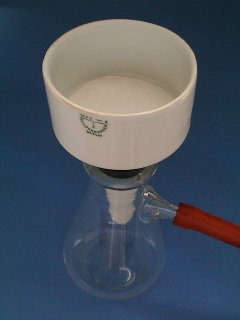
Un embudo Büchner conectado a un kitasato y a una bomba de vacío.

Su uso más difundido es en la filtración a vacío, como se muestra en la imagen.

#### Modo de uso
1. Colocar una junta de goma en el pico del matraz Kitasato.
2. Encima poner un embudo Büchner.
3. En la apertura del embudo Büchner colocar un papel filtro.
4. En el vástago lateral conectar la manguera.
5. Conectar la manguera a través de otro matraz hacia la máquina de vacío.

#### Recomendación
Se recomienda armar el equipo de vacío conectando a las mangueras, entre el Kitasato y la máquina de vacío, un matraz con los tubos diferentes sellados por un tapón ya que, recoje los residuos sólidos y/o líquidos que puedan dañar la máquina durante su funcionamiento.